# Хавбас
Ха́вбас — богиня из йеменской мифологии, супруга и одна из форм Астара, олицетворявшая планету Венера. Первоначально вместе с Алмакахом была главным божеством племенного союза Файшан, после его объединения в конце второго тысячелетия до нашей эры с племенным союзом Саба и возникновения Сабейского царства Хавбас стала главной богиней сабейского пантеона. Выступала участницей священного брака правителей-мукаррибов.
Культ Xавбас сохранялся ещё долгое время после возникновения ислама, её имя упоминается арабским историком ал-Хамдани в X веке. Xавбас почиталась также в Эфиопии, по-видимому, переселенцами из Йемена (Сабейское царство имело в Эфиопии колонию).